# Md. Muzammel Hossain
Pour les articles homonymes, voir Hossain.
Md. Muzammel Hossain (né le 17 janvier 1948) est un juriste bangladais qui a été le 20e juge en chef du Bangladesh.

## Jeunesse et études
M. Hossain est né à Kishoreganj le 17 janvier 1948. Il est le fils d'Ahmed Hossain,. Il a obtenu une licence en droit en 1970, une maîtrise en journalisme en 1971 à l'université de Dacca, une maîtrise en droit à l'université de Sheffield en 1977 et un diplôme d'avocat de la Honorable Society of Lincoln's Inn, à Londres, au Royaume-Uni, en 1980.
Hossain a participé à un séminaire sur l'égalité raciale au Royaume-Uni en 1976, à une conférence au Royaume-Uni sur les tribunaux du Commonwealth et le précédent judiciaire dans le Commonwealth en 1977 et à la conférence sur le droit du Saarc au Pakistan en 1977.
Hossain a travaillé comme professeur de droit à l'université de Miadiguri au Nigeria, comme professeur au City Law College, au Dhanmondi Law College et à la Bhuiyan Academy à Dacca, et comme examinateur des examens LLB et LLM à l'Université de Dacca.

## Carrière
Hossain a été inscrit comme avocat au tribunal de district et à la division de la Haute Cour (HC) et de la Cour suprême en février 1971 et 1978 respectivement. Hossain a été élevé au poste de juge de la Haute Cour de Dacca le 27 avril 1998, et de juge de la Cour d'appel le 16 juillet 2009. Il est devenu président de la Commission des salaires de la magistrature du Bangladesh le 16 mai 2010. Le 18 mai 2011, Hossain est devenu le juge en chef du Bangladesh.

## Jugements
Pendant son mandat de juge à la division d'appel, Hossain a rendu un certain nombre de jugements qui ont fait date, notamment ceux concernant l'assassinat de Sheikh Mujibur Rahman et les 5e et 13e amendements à la Constitution.